# 梅が枝節
梅が枝節（うめがえぶし）は、明治初年に流行した俗曲の曲名。

## 概要
浄瑠璃「ひらかな盛衰記」四段目の傾城 梅ヶ枝　無間鐘に準拠し、仮名垣魯文の作とつたえる。
旋律は俗曲かんかんのうを改編したもの（曲を試聴）。
原歌 - 梅が枝の、手水鉢、叩いてお金が出るならば、もしもお金が出た時は、その時ゃ身請けを、そうれたのむ
替え歌 - この頃の、米相場、あたって儲になるならば、もしも儲になるならば、その時ゃ芸者衆を、そうれたのむ